# Milan-San Remo 1977
L'édition 1977 de la course cycliste Milan-San Remo a été remportée en solitaire par le Néerlandais Jan Raas.

## Classement final
|    | Cycliste               | Pays     | Équipe                 | Temps           |
| -- | ---------------------- | -------- | ---------------------- | --------------- |
| 1  | Jan Raas               | Pays-Bas | Frisol-Gazelle-Thirion | 6 h 41 min 59 s |
| 2  | Roger De Vlaeminck     | Belgique | Brooklyn               | + 3 s           |
| 3  | Wilfried Wesemael      | Belgique | Frisol-Gazelle-Thirion | + 5 s           |
| 4  | Rik Van Linden         | Belgique | Bianchi-Campagnolo     | + 5 s           |
| 5  | Freddy Maertens        | Belgique | Flandria-Velda-Latina  | + 5 s           |
| 6  | Pierino Gavazzi        | Italie   | Jolly Ceramica         | + 5 s           |
| 7  | Walter Planckaert      | Belgique | Maes Pils-Mini Flat    | + 5 s           |
| 8  | Patrick Sercu          | Belgique | Fiat France            | + 5 s           |
| 9  | Gabriele Landoni       | Italie   | G.B.C.-Itla TV         | + 5 s           |
| 10 | Jean-Luc Vandenbroucke | Belgique | Peugeot-Esso-Michelin  | + 5 s           |